# Fascellina arcipotens
Fascellina arcipotens là một loài bướm đêm trong họ Geometridae.